# Eugene Heth
Eugene "Wild Bill" Heth född 11 februari 1879 i Birmingham, Michigan, död där 17 september 1959, var en amerikansk flygpionjär.
Heth som var motorkunnig anställdes av Louis Mitchell som flygplansmekaniker. Efter att hans eget flygintresse väcktes for han till Boston för att få flygutbildning. Han genomförde sin första soloflygning 26 juni 1911 vid Squantum Field i Boston. Efter att han lärt sig flyga medverkade han i Mitchells American Aviators Companys flyguppvisningsgrupp. 
Han genomförde en flygning i Passage under våren 1915 med Hipólito Villa, flygningen resulterar i att Pancho Villa övertalas att bilda ett flygvapen till sin armé. 
Under de kommande sju och ett halvt åren genomförde han en mängd stuntflygningar, och efter några extra våghalsiga flygningar fick han smeknamnet Wild Bill. 
Under första världskriget arbetade han som civil flyglärare för det amerikanska försvaret, han lämnade försvarsmakten 18 december 1918.